# جيمي سيرانو
جيمي سيرانو (بالإنجليزية: Jimmy Serrano)‏ هو لاعب كرة قاعدة أمريكي، ولد في 9 مايو 1976 في غراند جنكشن في الولايات المتحدة.

## وصلات خارجية
- جيمي سيرانو على موقع دوري كرة القاعدة الرئيسي (الإنجليزية)
- جيمي سيرانو على موقعبيزبول رفرنس.كوم (الدوري الرئيسي) (الإنجليزية)
- جيمي سيرانو على موقع إي إس بي إن.كوم (أم.أل.بي) (الإنجليزية)
- جيمي سيرانو على موقع مشجعي الرسوم البيانية (الإنجليزية)